# Tijdvak (geologie)
Een tijdvak (Engels: epoch) is in de geologische geschiedenis een rang voor tijdperken met een kortere duur dan periodes. De meeste periodes zijn onderverdeeld in twee tot vier tijdvakken. Tijdvakken zijn zelf weer onderverdeeld in tijdsnedes. 
De lengte van de tijdvakken varieert van 13,0 miljoen jaar (13,0 Ma) voor het Aptien tot 20.000 jaar (20 ka) voor bijvoorbeeld het Holsteinien.